# Gryllacris fossilis
Gryllacris fossilis är en insektsart som beskrevs av Heinrich Hugo Karny 1928. Gryllacris fossilis ingår i släktet Gryllacris och familjen Gryllacrididae. Inga underarter finns listade i Catalogue of Life.